# Campionato mondiale femminile di pallamano 2013
Il campionato mondiale femminile di pallamano 2013 è stato la ventunesima edizione del massimo torneo di pallamano per squadre nazionali femminili, organizzato dalla International Handball Federation (IHF). Il torneo si è disputato dal 6 al 22 dicembre 2013 in Serbia in cinque impianti e le finali si sono disputate a Belgrado. Vi hanno preso parte ventiquattro rappresentative nazionali. Il torneo è stato vinto per la prima volta dal Brasile, che in finale ha superato le padrone di casa della Serbia.

## Formato
Le ventiquattro nazionali partecipanti sono state suddivise in quattro gironi da sei squadre ciascuno. Le prime quattro classificate accedono alla fase a eliminazione diretta. Le squadre classificate al quinto e sesto posto nel turno preliminare accedono alla Coppa del Presidente, nella quale le quinte classificate si affrontano per i piazzamenti dal diciassettesimo al ventesimo posto, mentre le seste classificate si affrontano per i piazzamenti dal ventunesimo al ventiquattresimo posto.

## Impianti
Il torneo viene disputato in cinque sedi in Serbia.
| Belgrado                    | Zrenjanin                      | Niš                                  |
| --------------------------- | ------------------------------ | ------------------------------------ |
| Hala Pionir Capacità: 6 200 | Medison Hall Capacità: 2 800   | Sportski centar Čair Capacità: 5 800 |
|                             |                                |                                      |
| Novi Sad                    | Belgrado                       | Belgrado Niš Novi Sad Zrenjanin      |
| SPENS Capacità: 8 000       | Kombank Arena Capacità: 19 892 | Belgrado Niš Novi Sad Zrenjanin      |
|                             |                                | Belgrado Niš Novi Sad Zrenjanin      |

## Nazionali partecipanti
| Competizione                     | Date                           | Posti | Qualificate                                                             |
| -------------------------------- | ------------------------------ | ----- | ----------------------------------------------------------------------- |
| Nazionale del Paese ospitante    |                                | 1     | Serbia                                                                  |
| Campionato mondiale 2011         | 3 - 18 dicembre 2011           | 1     | Norvegia                                                                |
| Torneo di qualificazione europeo | 3 ottobre 2012 - 9 giugno 2013 | 8     | Danimarca Francia Germania Paesi Bassi Polonia Rep. Ceca Romania Spagna |
| Campionato africano 2012         | 11 - 20 gennaio 2012           | 4     | Angola Algeria RD del Congo Tunisia                                     |
| Campionato asiatico 2012         | 3 - 16 dicembre 2012           | 3     | Corea del Sud Cina Giappone                                             |
| Campionato europeo 2012          | 4 - 16 dicembre 2012           | 2     | Montenegro Ungheria                                                     |
| Campionato oceaniano 2013        | maggio - giugno 2013           | 1     | Australia                                                               |
| Campionato panamericano 2013     | 1º - 8 giugno 2013             | 4     | Argentina Brasile Paraguay Rep. Dominicana                              |

## Sorteggio
Il sorteggio dei gironi si è svolto il 15 giugno 2013.
| Urna 1                                         | Urna 2                                       | Urna 3                                | Urna 4                                      | Urna 5                                          | Urna 6                                             |
| ---------------------------------------------- | -------------------------------------------- | ------------------------------------- | ------------------------------------------- | ----------------------------------------------- | -------------------------------------------------- |
| - Norvegia - Montenegro - Ungheria - Danimarca | - Paesi Bassi - Brasile - Germania - Polonia | - Angola - Francia - Serbia - Romania | - Corea del Sud - Spagna - Rep. Ceca - Cina | - Tunisia - RD del Congo - Giappone - Argentina | - Rep. Dominicana - Paraguay - Algeria - Australia |

## Turno preliminare

### Girone A
| Pos. | Squadra         | Pt | G | V | N | P | GF  | GS  | DR  |
| ---- | --------------- | -- | - | - | - | - | --- | --- | --- |
| 1.   | Francia         | 10 | 5 | 5 | 0 | 0 | 125 | 80  | +45 |
| 2.   | Montenegro      | 8  | 5 | 4 | 0 | 1 | 135 | 92  | +43 |
| 3.   | Corea del Sud   | 6  | 5 | 3 | 0 | 2 | 158 | 117 | +41 |
| 4.   | Paesi Bassi     | 4  | 5 | 2 | 0 | 3 | 147 | 121 | +26 |
| 5.   | RD del Congo    | 2  | 5 | 1 | 0 | 4 | 86  | 155 | -69 |
| 6.   | Rep. Dominicana | 0  | 5 | 0 | 0 | 5 | 92  | 178 | -86 |

#### Risultati
| Belgrado 7 dicembre 2013, ore 14:45 UTC+1 | Montenegro | 24 – 22 (11-11) referto | Corea del Sud | Hala Pionir |

| Belgrado 7 dicembre 2013, ore 17:00 UTC+1 | Francia | 31 – 13 (15-6) referto | RD del Congo | Hala Pionir |

| Belgrado 7 dicembre 2013, ore 19:15 UTC+1 | Paesi Bassi | 44 – 21 (20-9) referto | Rep. Dominicana | Hala Pionir |

| Belgrado 8 dicembre 2013, ore 16:00 UTC+1 | Corea del Sud | 29 – 26 (17-11) referto | Paesi Bassi | Hala Pionir |

| Belgrado 8 dicembre 2013, ore 18:15 UTC+1 | RD del Congo | 9 – 35 (4-19) referto | Montenegro | Hala Pionir |

| Belgrado 8 dicembre 2013, ore 20:30 UTC+1 | Rep. Dominicana | 10 – 27 (4-10) referto | Francia | Hala Pionir |

| Belgrado 10 dicembre 2013, ore 16:00 UTC+1 | Corea del Sud | 34 – 20 (19-13) referto | RD del Congo | Hala Pionir |

| Belgrado 10 dicembre 2013, ore 18:15 UTC+1 | Montenegro | 33 – 19 (17-10) referto | Rep. Dominicana | Hala Pionir |

| Belgrado 10 dicembre 2013, ore 20:30 UTC+1 | Paesi Bassi | 19 – 23 (10-10) referto | Francia | Hala Pionir |

| Belgrado 11 dicembre 2013, ore 16:00 UTC+1 | Rep. Dominicana | 20 – 51 (8-27) referto | Corea del Sud | Hala Pionir |

| Belgrado 11 dicembre 2013, ore 18:15 UTC+1 | Paesi Bassi | 33 – 21 (18-11) referto | RD del Congo | Hala Pionir |

| Belgrado 11 dicembre 2013, ore 20:30 UTC+1 | Francia | 17 – 16 (6-8) referto | Montenegro | Hala Pionir |

| Belgrado 13 dicembre 2013, ore 16:15 UTC+1 | RD del Congo | 23 – 22 (15-13) referto | Rep. Dominicana | Hala Pionir |

| Belgrado 13 dicembre 2013, ore 18:30 UTC+1 | Francia | 27 – 22 (11-10) referto | Corea del Sud | Hala Pionir |

| Belgrado 13 dicembre 2013, ore 20:45 UTC+1 | Montenegro | 27 – 25 (14-18) referto | Paesi Bassi | Hala Pionir |

### Girone B
| Pos. | Squadra   | Pt | G | V | N | P | GF  | GS  | DR  |
| ---- | --------- | -- | - | - | - | - | --- | --- | --- |
| 1.   | Brasile   | 10 | 5 | 5 | 0 | 0 | 142 | 102 | +40 |
| 2.   | Serbia    | 8  | 5 | 4 | 0 | 1 | 140 | 105 | +35 |
| 3.   | Danimarca | 6  | 5 | 3 | 0 | 2 | 151 | 112 | +39 |
| 4.   | Giappone  | 4  | 5 | 2 | 0 | 3 | 136 | 131 | +5  |
| 5.   | Cina      | 2  | 5 | 1 | 0 | 4 | 114 | 168 | -54 |
| 6.   | Algeria   | 0  | 5 | 0 | 0 | 5 | 102 | 167 | -65 |

#### Risultati
| Niš 6 dicembre 2013, ore 18:00 UTC+1 | Serbia | 28 – 26 (10-13) referto | Giappone | Sportski centar Čair |

| Niš 7 dicembre 2013, ore 18:00 UTC+1 | Brasile | 36 – 20 (21-7) referto | Algeria | Sportski centar Čair |

| Niš 7 dicembre 2013, ore 20:15 UTC+1 | Danimarca | 44 – 21 (19-13) referto | Cina | Sportski centar Čair |

| Niš 8 dicembre 2013, ore 15:45 UTC+1 | Cina | 21 – 34 (12-19) referto | Brasile | Sportski centar Čair |

| Niš 8 dicembre 2013, ore 18:00 UTC+1 | Algeria | 14 – 34 (6-18) referto | Serbia | Sportski centar Čair |

| Niš 8 dicembre 2013, ore 20:15 UTC+1 | Giappone | 25 – 29 (13-13) referto | Danimarca | Sportski centar Čair |

| Niš 10 dicembre 2013, ore 15:45 UTC+1 | Cina | 27 – 33 (12-16) referto | Giappone | Sportski centar Čair |

| Niš 10 dicembre 2013, ore 18:00 UTC+1 | Brasile | 25 – 23 (14-11) referto | Serbia | Sportski centar Čair |

| Niš 10 dicembre 2013, ore 20:15 UTC+1 | Danimarca | 38 – 20 (21-8) referto | Algeria | Sportski centar Čair |

| Niš 11 dicembre 2013, ore 15:45 UTC+1 | Brasile | 24 – 20 (12-8) referto | Giappone | Sportski centar Čair |

| Niš 11 dicembre 2013, ore 18:00 UTC+1 | Algeria | 25 – 27 (14-15) referto | Cina | Sportski centar Čair |

| Niš 11 dicembre 2013, ore 20:15 UTC+1 | Serbia | 23 – 22 (12-12) referto | Danimarca | Sportski centar Čair |

| Niš 13 dicembre 2013, ore 15:45 UTC+1 | Giappone | 32 – 23 (16-12) referto | Algeria | Sportski centar Čair |

| Niš 13 dicembre 2013, ore 18:00 UTC+1 | Serbia | 32 – 18 (19-10) referto | Cina | Sportski centar Čair |

| Niš 13 dicembre 2013, ore 20:15 UTC+1 | Danimarca | 18 – 23 (9-14) referto | Brasile | Sportski centar Čair |

### Girone C
| Pos. | Squadra   | Pt | G | V | N | P | GF  | GS  | DR   |
| ---- | --------- | -- | - | - | - | - | --- | --- | ---- |
| 1.   | Norvegia  | 10 | 5 | 5 | 0 | 0 | 142 | 90  | +52  |
| 2.   | Spagna    | 8  | 5 | 4 | 0 | 1 | 130 | 91  | +39  |
| 3.   | Polonia   | 6  | 5 | 3 | 0 | 2 | 141 | 95  | +46  |
| 4.   | Angola    | 4  | 5 | 2 | 0 | 3 | 135 | 123 | +13  |
| 5.   | Argentina | 2  | 5 | 1 | 0 | 4 | 102 | 141 | -39  |
| 6.   | Paraguay  | 0  | 5 | 0 | 0 | 5 | 55  | 165 | -110 |

#### Risultati
| Zrenjanin 7 dicembre 2013, ore 15:45 UTC+1 | Angola | 33 – 23 (15-12) referto | Argentina | Medison Hall |

| Zrenjanin 7 dicembre 2013, ore 18:00 UTC+1 | Polonia | 40 – 6 (19-4) referto | Paraguay | Medison Hall |

| Zrenjanin 7 dicembre 2013, ore 20:15 UTC+1 | Norvegia | 22 – 20 (11-10) referto | Spagna | Medison Hall |

| Zrenjanin 9 dicembre 2013, ore 15:45 UTC+1 | Paraguay | 12 – 37 (7-18) referto | Angola | Medison Hall |

| Zrenjanin 9 dicembre 2013, ore 18:00 UTC+1 | Spagna | 26 – 20 (11-11) referto | Polonia | Medison Hall |

| Zrenjanin 9 dicembre 2013, ore 20:15 UTC+1 | Argentina | 18 – 37 (9-15) referto | Norvegia | Medison Hall |

| Zrenjanin 10 dicembre 2013, ore 15:45 UTC+1 | Polonia | 32 – 23 (18-13) referto | Angola | Medison Hall |

| Zrenjanin 10 dicembre 2013, ore 18:00 UTC+1 | Spagna | 25 – 19 (14-11) referto | Argentina | Medison Hall |

| Zrenjanin 10 dicembre 2013, ore 20:15 UTC+1 | Norvegia | 34 – 13 (17-8) referto | Paraguay | Medison Hall |

| Zrenjanin 12 dicembre 2013, ore 15:45 UTC+1 | Paraguay | 9 – 29 (0-14) referto | Spagna | Medison Hall |

| Zrenjanin 12 dicembre 2013, ore 18:00 UTC+1 | Polonia | 31 – 17 (14-9) referto | Argentina | Medison Hall |

| Zrenjanin 12 dicembre 2013, ore 20:15 UTC+1 | Angola | 21 – 26 (9-12) referto | Norvegia | Medison Hall |

| Zrenjanin 13 dicembre 2013, ore 15:45 UTC+1 | Argentina | 25 – 15 (13-5) referto | Paraguay | Medison Hall |

| Zrenjanin 13 dicembre 2013, ore 18:00 UTC+1 | Angola | 21 – 30 (10-14) referto | Spagna | Medison Hall |

| Zrenjanin 13 dicembre 2013, ore 20:15 UTC+1 | Norvegia | 23 – 18 (13-10) referto | Polonia | Medison Hall |

### Girone D
| Pos. | Squadra   | Pt | G | V | N | P | GF  | GS  | DR  |
| ---- | --------- | -- | - | - | - | - | --- | --- | --- |
| 1.   | Germania  | 10 | 5 | 5 | 0 | 0 | 152 | 116 | +36 |
| 2.   | Romania   | 8  | 5 | 4 | 0 | 1 | 132 | 96  | +36 |
| 3.   | Ungheria  | 6  | 5 | 3 | 0 | 2 | 143 | 114 | +29 |
| 4.   | Rep. Ceca | 4  | 5 | 2 | 0 | 3 | 144 | 135 | +9  |
| 5.   | Tunisia   | 2  | 5 | 1 | 0 | 4 | 109 | 122 | -13 |
| 6.   | Australia | 0  | 5 | 0 | 0 | 5 | 68  | 165 | -97 |

#### Risultati
| Novi Sad 7 dicembre 2013, ore 14:45 UTC+1 | Ungheria | 35 – 27 (18-16) referto | Rep. Ceca | SPENS |

| Novi Sad 7 dicembre 2013, ore 17:00 UTC+1 | Germania | 36 – 15 (17-7) referto | Australia | SPENS |

| Novi Sad 7 dicembre 2013, ore 19:15 UTC+1 | Romania | 27 – 17 (15-8) referto | Tunisia | SPENS |

| Novi Sad 9 dicembre 2013, ore 14:45 UTC+1 | Tunisia | 24 – 26 (15-15) referto | Ungheria | SPENS |

| Novi Sad 9 dicembre 2013, ore 17:00 UTC+1 | Rep. Ceca | 32 – 37 (13-17) referto | Germania | SPENS |

| Novi Sad 9 dicembre 2013, ore 19:15 UTC+1 | Australia | 13 – 32 (7-16) referto | Romania | SPENS |

| Novi Sad 10 dicembre 2013, ore 14:45 UTC+1 | Rep. Ceca | 28 – 24 (15-14) referto | Tunisia | SPENS |

| Novi Sad 10 dicembre 2013, ore 17:00 UTC+1 | Germania | 26 – 23 (13-12) referto | Romania | SPENS |

| Novi Sad 10 dicembre 2013, ore 19:15 UTC+1 | Ungheria | 39 – 15 (19-11) referto | Australia | SPENS |

| Novi Sad 12 dicembre 2013, ore 14:45 UTC+1 | Australia | 10 – 34 (4-15) referto | Rep. Ceca | SPENS |

| Novi Sad 12 dicembre 2013, ore 17:00 UTC+1 | Germania | 26 – 20 (10-11) referto | Tunisia | SPENS |

| Novi Sad 12 dicembre 2013, ore 19:15 UTC+1 | Romania | 21 – 17 (8-10) referto | Ungheria | SPENS |

| Novi Sad 13 dicembre 2013, ore 14:45 UTC+1 | Tunisia | 24 – 15 (12-8) referto | Australia | SPENS |

| Novi Sad 13 dicembre 2013, ore 17:00 UTC+1 | Ungheria | 26 – 27 (16-14) referto | Germania | SPENS |

| Novi Sad 13 dicembre 2013, ore 19:15 UTC+1 | Romania | 29 – 23 (14-7) referto | Rep. Ceca | SPENS |

## Coppa del Presidente

### Play-off 17º-20º posto
| Niš 15 dicembre 2013, ore 17:45 UTC+1 | RD del Congo | 22 – 23 (8-11) referto | Cina | Sportski centar Čair |

| Niš 15 dicembre 2013, ore 20:00 UTC+1 | Argentina | 21 – 27 (12-14) referto | Tunisia | Sportski centar Čair |

### Play-off 21º-24º posto
| Niš 15 dicembre 2013, ore 13:15 UTC+1 | Rep. Dominicana | 24 – 29 (9-12) referto | Algeria | Sportski centar Čair |

| Niš 15 dicembre 2013, ore 15:30 UTC+1 | Paraguay | 23 – 21 (d.t.s.) (12-10; 18-18) referto | Australia | Sportski centar Čair |

### Finale 23º posto
| Niš 16 dicembre 2013, ore 13:15 UTC+1 | Rep. Dominicana | 27 – 26 (18-9) referto | Australia | Sportski centar Čair |

### Finale 21º posto
| Niš 16 dicembre 2013, ore 15:30 UTC+1 | Algeria | 19 – 29 (10-13) referto | Paraguay | Sportski centar Čair |

### Finale 19º posto
| Niš 16 dicembre 2013, ore 17:45 UTC+1 | RD del Congo | 19 – 31 (7-14) referto | Argentina | Sportski centar Čair |

### Finale 17º posto
| Niš 16 dicembre 2013, ore 20:00 UTC+1 | Cina | 23 – 28 (11-12) referto | Tunisia | Sportski centar Čair |

## Fase finale
|  | Ottavi di finale | Ottavi di finale |                  |    | Quarti di finale          | Quarti di finale          |                  |                  | Semifinali | Semifinali |  |  | Finale | Finale |
|  |                  |                  |                  |    |                           |                           |                  |                  |            |            |  |  |        |        |
|  | 16 dicembre 2013 |                  |                  |    |                           |                           |                  |                  |            |            |  |  |        |        |
|  |                  |                  |                  |    |                           |                           |                  |                  |            |            |  |  |        |        |
|  | Brasile          | 29               |                  |    |                           |                           |                  |                  |            |            |  |  |        |        |
|  | Brasile          | 29               | 18 dicembre 2013 |    |                           |                           |                  |                  |            |            |  |  |        |        |
|  | Paesi Bassi      | 23               |                  |    |                           |                           |                  |                  |            |            |  |  |        |        |
|  | Paesi Bassi      | 23               | Brasile (dts)    | 33 |                           |                           |                  |                  |            |            |  |  |        |        |
|  | 16 dicembre 2013 |                  | Brasile (dts)    | 33 |                           |                           |                  |                  |            |            |  |  |        |        |
|  |                  | Ungheria         | 31               |    |                           |                           |                  |                  |            |            |  |  |        |        |
|  | Ungheria         | Ungheria         | 31               | 28 |                           |                           |                  |                  |            |            |  |  |        |        |
|  | Ungheria         |                  | 20 dicembre 2013 | 28 |                           |                           |                  |                  |            |            |  |  |        |        |
|  | Spagna           | 21               |                  |    |                           |                           |                  |                  |            |            |  |  |        |        |
|  | Spagna           | 21               | Brasile          | 27 |                           |                           |                  |                  |            |            |  |  |        |        |
|  | 15 dicembre 2013 |                  | Brasile          | 27 |                           |                           |                  |                  |            |            |  |  |        |        |
|  |                  | Danimarca        | 21               |    |                           |                           |                  |                  |            |            |  |  |        |        |
|  | Danimarca        | Danimarca        | 21               | 22 |                           |                           |                  |                  |            |            |  |  |        |        |
|  | Danimarca        | 18 dicembre 2013 |                  | 22 |                           |                           |                  |                  |            |            |  |  |        |        |
|  | Montenegro       | 21               |                  |    |                           |                           |                  |                  |            |            |  |  |        |        |
|  | Montenegro       | 21               | Danimarca        | 31 |                           |                           |                  |                  |            |            |  |  |        |        |
|  | 15 dicembre 2013 |                  | Danimarca        | 31 |                           |                           |                  |                  |            |            |  |  |        |        |
|  |                  | Germania         | 28               |    |                           |                           |                  |                  |            |            |  |  |        |        |
|  | Germania         | Germania         | 28               | 29 |                           |                           |                  |                  |            |            |  |  |        |        |
|  | Germania         |                  | 22 dicembre 2013 | 29 |                           |                           |                  |                  |            |            |  |  |        |        |
|  | Angola           | 21               |                  |    |                           |                           |                  |                  |            |            |  |  |        |        |
|  | Angola           | 21               | Brasile          | 22 |                           |                           |                  |                  |            |            |  |  |        |        |
|  | 15 dicembre 2013 |                  | Brasile          | 22 |                           |                           |                  |                  |            |            |  |  |        |        |
|  |                  | Serbia           | 20               |    |                           |                           |                  |                  |            |            |  |  |        |        |
|  | Polonia          | Serbia           | 20               | 31 |                           |                           |                  |                  |            |            |  |  |        |        |
|  | Polonia          | 18 dicembre 2013 |                  | 31 |                           |                           |                  |                  |            |            |  |  |        |        |
|  | Romania          | 29               |                  |    |                           |                           |                  |                  |            |            |  |  |        |        |
|  | Romania          | 29               | Polonia          | 22 |                           |                           |                  |                  |            |            |  |  |        |        |
|  | 15 dicembre 2013 |                  | Polonia          | 22 |                           |                           |                  |                  |            |            |  |  |        |        |
|  |                  | Francia          | 21               |    |                           |                           |                  |                  |            |            |  |  |        |        |
|  | Francia          | Francia          | 21               | 27 |                           |                           |                  |                  |            |            |  |  |        |        |
|  | Francia          |                  | 20 dicembre 2013 | 27 |                           |                           |                  |                  |            |            |  |  |        |        |
|  | Giappone         | 19               |                  |    |                           |                           |                  |                  |            |            |  |  |        |        |
|  | Giappone         | 19               | Polonia          | 18 |                           |                           |                  |                  |            |            |  |  |        |        |
|  | 16 dicembre 2013 |                  | Polonia          | 18 |                           |                           |                  |                  |            |            |  |  |        |        |
|  |                  | Serbia           | 24               |    | Finale per il terzo posto | Finale per il terzo posto |                  |                  |            |            |  |  |        |        |
|  | Corea del Sud    | Serbia           | 24               | 27 | Finale per il terzo posto | Finale per il terzo posto |                  |                  |            |            |  |  |        |        |
|  | Corea del Sud    | 18 dicembre 2013 | 18 dicembre 2013 | 27 |                           |                           | 22 dicembre 2013 | 22 dicembre 2013 |            |            |  |  |        |        |
|  | Serbia           | 18 dicembre 2013 | 18 dicembre 2013 | 28 |                           |                           | 22 dicembre 2013 | 22 dicembre 2013 |            |            |  |  |        |        |
|  | Serbia           | Serbia           | 28               | 28 | Danimarca                 | 30                        |                  |                  |            |            |  |  |        |        |
|  | 16 dicembre 2013 | Serbia           | 28               |    | Danimarca                 | 30                        |                  |                  |            |            |  |  |        |        |
|  |                  | Norvegia         | 25               |    | Polonia                   | 26                        |                  |                  |            |            |  |  |        |        |
|  | Norvegia         | Norvegia         | 25               | 31 | Polonia                   | 26                        |                  |                  |            |            |  |  |        |        |
|  | Norvegia         |                  |                  | 31 |                           |                           |                  |                  |            |            |  |  |        |        |
|  | Rep. Ceca        | 21               |                  |    |                           |                           |                  |                  |            |            |  |  |        |        |
|  | Rep. Ceca        | 21               |                  |    |                           |                           |                  |                  |            |            |  |  |        |        |

### Ottavi di finale
| Novi Sad 15 dicembre 2013, ore 17:30 UTC+1 | Germania | 29 – 21 (13-10) referto | Angola | SPENS |

| Belgrado 15 dicembre 2013, ore 18:00 UTC+1 | Francia | 27 – 19 (12-9) referto | Giappone | Kombank Arena |

| Novi Sad 15 dicembre 2013, ore 20:15 UTC+1 | Polonia | 31 – 29 (13-17) referto | Romania | SPENS |

| Belgrado 15 dicembre 2013, ore 20:45 UTC+1 | Danimarca | 22 – 21 (11-12) referto | Montenegro | Kombank Arena |

| Novi Sad 16 dicembre 2013, ore 17:30 UTC+1 | Ungheria | 28 – 21 (17-12) referto | Spagna | SPENS |

| Belgrado 16 dicembre 2013, ore 18:00 UTC+1 | Brasile | 29 – 23 (16-14) referto | Paesi Bassi | Kombank Arena |

| Novi Sad 16 dicembre 2013, ore 20:15 UTC+1 | Norvegia | 31 – 21 (19-10) referto | Rep. Ceca | SPENS |

| Belgrado 16 dicembre 2013, ore 20:45 UTC+1 | Corea del Sud | 27 – 28 (12-13) referto | Serbia | Kombank Arena |

### Quarti di finale
| Belgrado 18 dicembre 2013, ore 17:30 UTC+1 | Brasile | 33 – 31 (d.t.s.) (12-11; 26-26) referto | Ungheria | Kombank Arena |

| Novi Sad 18 dicembre 2013, ore 17:30 UTC+1 | Polonia | 22 – 21 (11-8) referto | Francia | SPENS |

| Belgrado 18 dicembre 2013, ore 20:15 UTC+1 | Serbia | 28 – 25 (15-16) referto | Norvegia | Kombank Arena |

| Novi Sad 18 dicembre 2013, ore 20:15 UTC+1 | Danimarca | 31 – 28 (17-17) referto | Germania | SPENS |

### Semifinali
| Belgrado 20 dicembre 2013, ore 18:00 UTC+1 | Polonia | 18 – 24 (6-14) referto | Serbia | Kombank Arena (19 000 spett.) |

| Belgrado 20 dicembre 2013, ore 20:45 UTC+1 | Brasile | 27 – 21 (14-10) referto | Danimarca | Kombank Arena (7 000 spett.) |

### Finale 3º posto
| Belgrado 22 dicembre 2013, ore 14:30 UTC+1 | Danimarca | 30 – 26 (12-15) referto | Polonia | Kombank Arena (8 236 spett.) |

### Finale
| Belgrado 22 dicembre 2013, ore 17:15 UTC+1 | Brasile | 22 – 20 (13-11) referto | Serbia | Kombank Arena (19 467 spett.) |

## Classifica finale
| Pos.    | Nazione         |
| ------- | --------------- |
| Oro     | Brasile         |
| Argento | Serbia          |
| Bronzo  | Danimarca       |
| 4       | Polonia         |
| 5       | Norvegia        |
| 6       | Francia         |
| 7       | Germania        |
| 8       | Ungheria        |
| 9       | Spagna          |
| 10      | Romania         |
| 11      | Montenegro      |
| 12      | Corea del Sud   |
| 13      | Paesi Bassi     |
| 14      | Giappone        |
| 15      | Rep. Ceca       |
| 16      | Angola          |
| 17      | Tunisia         |
| 18      | Cina            |
| 19      | Argentina       |
| 20      | RD del Congo    |
| 21      | Paraguay        |
| 22      | Algeria         |
| 23      | Rep. Dominicana |
| 24      | Australia       |

## Statistiche

### Classifica marcatrici
Fonte:.
| Pos. | Nome                    | Nazionale    | Reti | Tiri | %   |
| ---- | ----------------------- | ------------ | ---- | ---- | --- |
| 1    | Susann Müller           | Germania     | 62   | 99   | 63% |
| 2    | Alexandra do Nascimento | Brasile      | 54   | 81   | 67% |
| 3    | Anita Görbicz           | Ungheria     | 48   | 71   | 68% |
| 3    | Sally Potocki           | Australia    | 48   | 101  | 48% |
| 5    | Sanja Damnjanović       | Serbia       | 46   | 94   | 49% |
| 5    | Andrea Lekić            | Serbia       | 46   | 78   | 59% |
| 7    | Kristina Kristiansen    | Danimarca    | 45   | 67   | 67% |
| 8    | Christianne Mwasesa     | RD del Congo | 42   | 85   | 49% |
| 9    | Ana Paula Rodrigues     | Brasile      | 39   | 75   | 52% |
| 9    | Alina Wojtas            | Polonia      | 39   | 76   | 51% |

## Premi individuali
Migliori giocatrici del torneo.
| Ruolo               | Giocatrice        |
| ------------------- | ----------------- |
| Migliore giocatrice | Eduarda Amorim    |
| Portiere            | Bárbara Arenhart  |
| Ala sinistra        | Maria Fisker      |
| Terzino sinistro    | Sanja Damnjanović |
| Centrale            | Anita Görbicz     |
| Terzino destro      | Susann Müller     |
| Ala destra          | Woo Sun-hee       |
| Pivot               | Dragana Cvijić    |